# Liste von Klinikgruppen
Diese Liste von Klinikgruppen (auch Klinikverbund, Krankenhauskette oder Krankenhauskonzern) führt Krankenhaus- oder Mischkonzerne auf, die jeweils mehrere Krankenhäuser bzw. Kliniken sowie auch andere medizinische Einrichtungen wie medizinische Versorgungszentren (MVZ) betreiben.

## Entwicklung, Geschichte
Etwa seit den 1990ern entwickelten sich Unternehmensverbünde, die mehrere Kliniken betrieben. Zusätzlich ist eine Internationalisierung in diesem Bereich zu beobachten, darunter auch in den Niederlanden und im Vereinigten Königreich. Bei den Betreibern oder Eigentümern handelt es sich zum Teil um ehemalige leitende Geschäftsführer oder direkt um die genannten Verbände selbst, die sich durch die andere Rechtsform einen größeren, auch finanziellen, Handlungsspielraum schaffen.
Krankenhausketten wachsen fast ausschließlich über Akquisition von Krankenhauseinrichtungen mit Versorgungsauftrag bzw. Plankrankenhausstatus. Hintergrund ist, dass nur auf diese Weise eine Teilnahme an der Versorgung der gesetzlich Versicherten gewährleistet ist, die den Großteil der Bevölkerung stellen und damit aus betriebswirtschaftlicher Sicht wichtig für die Erlössicherung sind. Dies gilt vorrangig für den Akutbereich. Im Bereich der Reha-Kliniken sind zu einem Großteil die Rentenversicherungsträger Kostenträger der Maßnahmen, die über etwa 20.000 eigene Betten in knapp 100 Reha-Kliniken verfügt. Die Neugründungen von Einrichtungen sind eher selten. Mit der Akquisition geht eine sogenannte materielle Privatisierung einher.
Eine andere Möglichkeit sind Betriebsführungsverträge. Dabei wird im Regelfall die Betriebsführung an eine Krankenhauskette oder -organisation zwar zeitlich befristet aber langfristig angelegt vergeben. Die Auswirkungen der Umstrukturierungen auf den Markt Gesundheitswesen, auf die Mitarbeitenden (auch künftige) und die Kunden im jeweiligen Einzugsbereich sind zu beachten.
In Deutschland untersuchte 2012 das Bundeskartellamt die Übernahme des Unternehmens Rhön-Klinikum durch die Helios Kliniken (gehört zum Konzern Fresenius ProServe). Helios hatte zuvor bereits die Damp Holding übernommen. Außerdem stand die Übernahme von proDiako durch die Agaplesion auf dem Prüfstand. Unterdessen übernahm Asklepios Mediclin und ließ vor dem Bundeskartellamt eine Minderheitsbeteiligung am Rhön-Klinikum prüfen.

## Deutschland

### Private Klinikgruppen
| Name                                      | Sitz            | Beschreibung, Daten |
| ----------------------------------------- | --------------- | --- |
| AHG Allgemeine Hospitalgesellschaft       | Düsseldorf      | 45 Kliniken, Therapiezentren und Ambulanzen mit ca. 4.500 Behandlungsplätzen |
| Ameos Gruppe                              | Zürich, Schweiz | 60 Standorte in Deutschland, Schweiz und Österreich, 107 Einrichtungen mit 18.000 Mitarbeiter. |
| anest Gruppe                              | München         | Betreibt die Krankenhäuser Arabella Klinik und Herzogpark Klinik, 3 Medizinische Versorgungszentren, das ambulante Operationszentrum IsarAOP Zentrum, Steri MUC als Sterilgutversorgungsabteilung (ZSVA) oder Aufbereitungseinheit für Medizinprodukte (AEMP), Allgemeinmedizin und ambulante sowie stationäre anästhesiologische Versorgung.                                                                 |
| Asklepios Kliniken GmbH                   | Hamburg         | ca. 2 Mrd. Euro Umsatz (2006), 34.500 Mitarbeiter (2006), beim ehemaligen Landesbetrieb Krankenhaus Hamburg hält sie 74,9 % der Anteile. 2011 Übernahme von 52,73 % der Aktien der Mediclin AG. |
| AW Kur und Erholungs GmbH                 | Dortmund        | Die AW Kur und Erholungsgesellschaft, eine Tochtergesellschaft des Arbeiterwohlfahrt Bezirksverbands Westliches Westfalen, ist Träger mehrerer Vorsorge- und Rehabilitationskliniken. |
| Capio Deutsche Klinik GmbH                | Fulda           | 2500 Mitarbeiter (2005), ca. 2000 Betten (2005), 5 Krankenhäuser in Trägerschaft, 6 mit Managementvertrag; seit 2006 im Besitz der Capio AB, Schweden einer börsennotierten Krankenhausgruppe die europaweit mehr als 100 Krankenhäusern betreibt. Seit 2020 ist Capio ein Teil der Bergman Clinics B.V. |
| Celenus Kliniken GmbH                     | Offenburg       | Der Gruppe gehören 17 stationäre Rehabilitationskliniken, ein ambulantes Rehazentrum, ein Gesundheitszentrum sowie 26 Rehabilitationszentren an. Die Celenus Kliniken verfügen über eine Gesamtkapazität von rund 2900 Betten und sind auf die Rehabilitation in den Bereichen Orthopädie, Rheumatologie, Neurologie, Kardiologie, Onkologie und Psychosomatik sowie Kinder- und Jugendmedizin spezialisiert. |
| Dr. Becker Unternehmensgruppe             | Köln            | 8 Kliniken sowie Wohnparks und physiotherapeutische Zentren |
| Dr. Ebel Fachkliniken                     | Bad Karlshafen  | Kliniken in Bad Brambach, Bad Doberan, Bad Karlshafen, Bad Steben, Bad Wildungen, Grebenhain, Potsdam und Saalfeld. |
| Dr. Lubos Kliniken                        | München         | Betreiber von zwei Krankenhäusern in München, den Dr. Lubos Kliniken Bogenhausen und den Dr. Lubos Kliniken Pasing. Der Klinikverbund entstand 2019 als Folge der Übernahme der Pasinger Frauenklinik München West durch die Familie Lubos. |
| Eifelhöhen-Klinik AG                      | Bonn            | betreibt drei Kliniken, börsennotiert |
| Fuest Familienstiftung                    | Beckum          | 6 Rehabilitationskliniken, 3 Senioreneinrichtungen |
| Johannesbad Unternehmensgruppe            | Bad Füssing     | 9 Fachkliniken & Gesundheitszentren. |
| Klinikgruppe Dr. Guth                     | Hamburg         | 4 Krankenhäuser |
| Klinikgruppe Enzensberg                   | Füssen          | 6 Krankenhäuser, ein Rehazentrum |
| Helios Kliniken                           | Bad Homburg     | Tochter des Pharma- und Medizintechnikkonzern Fresenius; Vorgängerunternehmen waren die Damp Holding, die Helios Kliniken und die Wittgensteiner Kliniken AG. |
| Heinrich Sengelmann Kliniken gGmbH        | Bargfeld-Stegen | Die Gesellschaft verfügt über 4 Tageskliniken und eine Ambulanz im Raum Hamburg |
| Hufeland Klinikum GmbH                    | Bad Langensalza | 2 Kliniken |
| Ilm-Kreis-Kliniken Arnstadt-Ilmenau gGmbH | Ilmenau         | 7 Kliniken, 2 Institute und 2 Zentren in Ilmenau und Arnstadt |
| KMG Kliniken AG                           | Bad Wilsnack    | 9 Krankenhäuser, 2 Rehakliniken, 5 Seniorenheime |
| MK-Kliniken AG                            | Berlin          | 2008 bundesweit 67 Einrichtungen, davon 58 Pflegeeinrichtungen und 8 Rehaeinrichtungen sowie ein Akutkrankenhaus, mit insgesamt 5400 Mitarbeitern, 2009 wurden die Anteile an den Rehaeinrichtungen verkauft |
| Maternus-Kliniken AG                      | Berlin          | zwei Fach- und Rehakliniken und 21 Senioreneinrichtungen |
| Median Kliniken                           | Berlin          | 67 Rehakliniken, 12 Reha-/Akutkliniken, 9 Akutkliniken, 10 Ambulante Gesundheitszentren, 22 Soziotherapeutische Einrichtungen |
| Mediclin AG                               | Offenburg       | 7 Krankenhäuser, 26 Rehaeinrichtungen, 7 Pflegeheime. Im September 2011 Übernahme von 52,73 % der Aktien durch die Asklepios Kliniken GmbH |
| Medigreif Unternehmensgruppe              | Greifswald      | 5 Krankenhäuser, 5 Rehakliniken, ca. 1.850 Beschäftigte, seit 2010 eine Tochter der Rhön-Klinikum AG |
| Michels Kliniken GmbH & Co. KG            | Berlin          | 7 Rehaeinrichtungen |
| Nordblick                                 | Kiel            | 1 Augenklinik mit einer Vielzahl an Praxen |
| Paracelsus-Kliniken Deutschland GmbH      | Osnabrück       | 20 Akutkrankenhäuser mit 2285 Betten, 11 Rehabilitationskliniken mit 1825 Betten sowie 9 ambulante Einrichtungen und insgesamt 5144 Mitarbeitern (Stand 2006, Unternehmensangaben) |
| Recura Kliniken SE                        | Beelitz         | 5 Akutkliniken, 3 Rehabilitationskliniken |
| Remeo Deutschland GmbH                    | Mahlow          | 6 Pflegezentren in Deutschland |
| Rhön-Klinikum AG                          | Bad Neustadt    | ca. 14.650 Betten (2007), ca. 2 Mrd. Euro Umsatz (2007), ca. 31.000 Mitarbeiter (2007) |
| Sana Kliniken AG                          | München         | ca. 550 Mio. Umsatz, ca. 60 Krankenhäuser und 20 Seniorenheime, 21.000 Mitarbeiter |
| Schön Kliniken                            | Prien           | 12 Krankenhäuser, 3660 Betten |
| SRH Gesundheit GmbH                       | Heidelberg      | 6 Krankenhäuser, 3 Rehakliniken, 2817 Betten |
| Waldburg-Zeil Kliniken                    | Isny            | 2 Akutkliniken, 11 Rehakliniken, ca. 3500 Mitarbeiter |
| Waldkliniken Eisenberg GmbH               | Weiden          | Zur Eisenberg-Familie gehören neben den Waldkliniken die Rudolf Elle Service GmbH, die Ostthüringer Polikliniken, der Kneipp-Kindergarten und die Orthopädietechnik. |
| Wicker-Gruppe                             | Bad Wildungen   | 2 Krankenhäuser, 12 Rehaeinrichtungen |

### Nicht konfessionelle und gemeinnützige Klinikgruppen
| Name                             | Sitz                    | Beschreibung, Daten |
| -------------------------------- | ----------------------- | --- |
| BDH Bundesverband Rehabilitation | Lievelingsweg 125, Bonn | Der BdH Bundesverband Rehabilitation e. V. ist ein aus dem Bund deutscher hirnverletzter Krieger e. V. hervorgegangener gemeinnütziger Sozialverband und Träger von Fachkliniken für neurologische Rehabilitation und Frührehabilitation mit sieben auf fünf Bundesländer verteilten Kliniken und einem ambulanten Therapiezentrum: in Ortenau in Gengenbach sowie Elzach und Waldkirch (Baden-Württemberg), Braunfels (Hessen), Greifswald (Mecklenburg-Vorpommern), Hessisch Oldendorf (Niedersachsen) und Vallendar (Rheinland-Pfalz). Die Kliniken des BDH sind freigemeinnützig, verfolgen also keinen primär wirtschaftlichen Zweck, sondern erfüllen einen primär sozialen Zweck. Deutschlandweit beschäftigt der BDH etwa 2500 Mitarbeitende. |
| Kur + Reha GmbH                  | Freiburg im Breisgau    | Gemeinnütziges Unternehmen des Paritätischen Wohlfahrtsverbandes Baden-Württemberg mit 12 Kliniken. Gemeinsam mit ihren Tochtergesellschaften Trägerin von acht Rehakliniken für Mutter und Kind oder Vater und Kind, zweier psychosomatischer Fachkliniken, einer für Familien, Jugendliche und Erwachsene sowie einer nur für Erwachsene, einer Fachklinik für Abhängigkeitserkrankungen, einer psychosomatischen Akutklinik mit Reha-Abteilung. Deutschlandweit ca. 1.000 Mitarbeiter*innen |

### Konfessionelle und überwiegend gemeinnützige Klinikgruppen
| Name                                                          | Sitz          | Beschreibung, Daten |
| ------------------------------------------------------------- | ------------- | --- |
| Agaplesion AG                                                 | Frankfurt     | Evangelisch orientierte gemeinnützige Aktiengesellschaft (29 Kliniken, 31 Seniorenpflegeheime u. a. Einrichtungen) |
| Elisabeth Vinzenz Verbund GmbH                                | Berlin        | Der Elisabeth Vinzenz Verbund ist einer der größten katholischen Träger von Krankenhäusern, Pflegeeinrichtungen und Ausbildungsstätten in Deutschland. >10.000 Mitarbeitende, 13 Krankenhäuser, 20 MVZ, 3 Altenpflegeheime, 3.500 Betten, 500 Tsd. Patienten/Jahr (stationär, teilstationär, ambulant), 960 Mio. Euro Umsatz |
| Alexianer GmbH                                                | Münster       | Stiftung der Alexianerbrüder, katholische Wohlfahrtsorganisation in Nordrhein-Westfalen, Berlin, Brandenburg, Sachsen-Anhalt, 19 Krankenhäuser (2020), Einrichtungen der Senioren- und Eingliederungshilfe, Werkstätten für Menschen mit Behinderung, Inklusionsbetriebe, 16.000 Mitarbeitende, ca. 1 Mrd. Euro Umsatz       |
| BBT-Gruppe                                                    | Koblenz       | christlicher Träger von 8 Krankenhäusern, Seniorendiensten und Einrichtungen für psychisch Kranke in Rheinland-Pfalz, Nordrhein-Westfalen, Baden-Württemberg und dem Saarland |
| Contilia GmbH                                                 | Essen         | Katholisch geprägt. 7 Kliniken, verschiedene Gesundheitseinrichtungen und Seniorenstifte. |
| cusanus trägergesellschaft trier                              | Trier         | 4 Krankenhäuser, 5 Rehaeinrichtungen, 20 Pflegeeinrichtungen, 1 Jugendhilfeeinrichtung (ctt) |
| DIAKO Nordfriesland gGmbH                                     | Breklum       | Die DIAKO betreibt eine Vielzahl an Häusern und Einrichtungen in Nordfriesland |
| Diakovere gGmbH                                               | Hannover      | 3 Allgemeinkrankenhäuser in Hannover sowie mehrere Einrichtungen der Altenpflege |
| edia.con gGmbH                                                | Leipzig       | 5 Diakonie-Krankenhäuser in Sachsen und Sachsen-Anhalt, 4 MVZ, 2 Reha-Einrichtungen und 2 Altenpflegeheime |
| Eichsfeld Klinikum gGmbH                                      | Niederorschel | 3 Einrichtungen im Raum Eichsfeld |
| Immanuel Albertinen Diakonie gGmbH                            | Hamburg       | 2 Krankenhäuser in Hamburg, 6 Krankenhäuser im Raum Berlin und Brandenburg außerdem auch noch weitere Gesundheitseinrichtungen in Thüringen, Hessen, Mecklenburg-Vorpommern, Schleswig-Holstein und Hessen, ca. 630 Mio. Umsatz, 7.700 Mitarbeitende an insgesamt 87 Standorten                                              |
| Johanniter GmbH                                               | Berlin        | 13 Krankenhäuser, 1 Rehazentrum |
| Katholische Wohltätigkeitsanstalt zur heiligen Elisabeth GmbH | Berlin        | 8 Krankenhäuser, 6 Altenheime, ca. 4.500 Mitarbeiter |
| Katholische Hospitalvereinigung Thüringen gGmbH               | Erfurt        | 3 Krankenhäuser in Thüringen |
| Katholische Hospitalvereinigung Weser-Egge gGmbH              | Höxter        | 4 Krankenhäuser im Kreis Höxter |
| Marienhaus-Unternehmensgruppe                                 | Waldbreitbach | In Trägerschaft der Franziskanerinnen von der allerseligsten Jungfrau Maria von den Engeln (Waldbreitbacher Franziskanerinnen), 27 Krankenhäuser, 29 Altenheime, 9 Hospize, 3 Einrichtungen Kinder- und Jugendhilfe, 8 Bildungseinrichtungen, 8 weitere Einrichtungen, 13.800 Mitarbeiter                                    |
| Dernbacher Gruppe Katharina Kasper                            | Dernbach      | Krankenhäuser in Trägerschaft der Armen Dienstmägde Jesu Christi |
| MTG Malteser Trägergesellschaft gGmbH                         | Köln          | 11 Krankenhäuser |
| proDiako gGmbH                                                | Rotenburg     | betreibt über unterschiedliche Kooperationsmodelle 11 Krankenhäuser vor allem in Niedersachsen, 143 Mio. Euro Konzernumsatz, 352 Mio. Euro Gruppenumsatz |
| ViDia Christliche Kliniken Karlsruhe                          | Karlsruhe     | Zusammenschluss von drei Krankenhäusern in Karlsruhe |
| St. Franziskus-Stiftung Münster                               | Münster       | ca. 4.100 Betten, 14 Krankenhäuser, 3 Behinderteneinrichtungen, 1 Seniorenheim, 550 Mio. Euro Umsatz, 9.500 Mitarbeiter |
| Paul Gerhardt Diakonie in Berlin und Wittenberg (PGD)         | Berlin        | 7 Krankenhäuser, 3 Pflegeeinrichtungen, ca. 4.700 Mitarbeiter |
| St. Augustinus Gruppe                                         | Neuss         | 2 Krankenhäuser, 1 Reha-Klinik, 2 Fach-Kliniken, 10 Seniorenhilfe-Einrichtungen, 2 Ausbildungsakademien sowie Einrichtungen der Behindertenhilfe, 6.000 Mitarbeitende, 345 Mio. Euro Gruppenumsatz (2019) |

### Staatliche und kommunale Klinikgruppen
| Name                                                        | Sitz             | Beschreibung, Daten |
| ----------------------------------------------------------- | ---------------- | --- |
| Acura Kliniken                                              | Baden-Baden      | |
| Regional- und Bundesträger der Deutschen Rentenversicherung | Berlin           | bundesweit verteilt sind rund 90 Rehabilitations-Kliniken bzw. Rehazentren mit insgesamt knapp 20.000 Betten |
| Knappschaft Kliniken                                        | Bochum           | 7 Krankenhausträgergesellschaften im Ruhrgebiet, Saarland und in Würselen, fast 680.000 Patientinnen und Patienten pro Jahr, 12.500 Mitarbeitende, eine Milliarde Umsatz |
| Elblandkliniken                                             | Meißen           | größte kommunale Klinikengruppe in Sachsen, betreibt drei Krankenhäuser und eine Rehaklinik im Landkreis Meißen, über 1000 Betten, 2500 Mitarbeiter |
| Kliniken der Stadt Köln gGmbH                               | Köln             | Mit rd. 1.400 Betten in den drei Kliniken Holweide, Merheim und Kinderkrankenhaus Amsterdamer Straße sind die Kliniken Köln eines der größten kommunalen Krankenhäuser in Deutschland. Zum Verbund gehört zudem die neurologisch/neurochirurgische Rehabilitationsklinik RehaNova als 100%ige Tochtergesellschaft. |
| Medizin Campus Bodensee                                     | Friedrichshafen  | 3 Kliniken mit 4 Krankenhäusern am Bodensee |
| Mühlenkreiskliniken                                         | Minden           | 4 Allgemeinkrankenhäuser, eine orthopädische Fachklinik |
| Landschaftsverband Westfalen-Lippe                          | Münster          | |
| Klinikum Mittelbaden                                        | Baden-Baden      | 6 Kliniken mit 7 Pflegeeinrichtungen |
| Klinikum Region Hannover (KRH)                              | Hannover         | betreibt 12 Krankenhäuser mit ca. 8500 Mitarbeiter auf dem Gebiet der „Region Hannover“ unter Trägerschaft derselben |
| Landesverein für Innere Mission in Schleswig-Holstein       | Rickling         | Der Landesverein betreibt eine Vielzahl von Einrichtungen in Schleswig-Holstein |
| Ortenau Klinikum                                            | Ortenau          | 8 Standorte mit 5.300 Mitarbeitern |
| REGIOMED-Kliniken                                           | Sonneberg        | 7 Krankenhäuser, Rehaklinik, Medizinische Versorgungszentren, Seniorenheime, Pflegeheime, Rettungsdienst, Hygieneinstitut, Medical School, Akademie, in Oberfranken und Thüringen über die ehem. innerdeutsche Grenze hinweg tätig                                                                                 |
| Klinikverbund Südwest                                       | Sindelfingen     | 6 Krankenhäuser, 4 MVZ's, 1 Therapiezentrum mit 5.000 Mitarbeitern |
| Saarland-Heilstätten (SHG)                                  | Saarbrücken      | 4 Krankenhäuser, 5 Rehakliniken, 2.100 Betten |
| Vivantes                                                    | Berlin           | 9 Krankenhäuser mit 5.250 Krankenhausbetten, 14 Pflegeeinrichtungen in Berlin |
| Mühlenkreiskliniken                                         | Minden           | 5 Krankenhäuser, ca. 285 Mio. € Umsatz, 4.300 Mitarbeiter |
| Ortenau Klinikum                                            | Offenburg        | 8 Einrichtungen in Baden-Württemberg mit 5.300 Mitarbeitern |
| Regionale Kliniken Holding RKH GmbH                         | Ludwigsburg      | ca. 900 Millionen Umsatz mit 7800 Mitarbeitenden |
| Thüringen-Kliniken „Georgius Agricola“                      | Saalfeld         | Die Thüringen-Kliniken „Georgius Agricola“ GmbH sind ein kommunales Klinikunternehmen mit Standorten in Saalfeld, Rudolstadt und Pößneck. Alleiniger Gesellschafter ist der Landkreis Saalfeld-Rudolstadt. |
| ZfP Südwürttemberg                                          | Bad Schussenried | Ca. 9 Einrichtungen mit 4000 Mitarbeitern |
| Zentraler Sanitätsdienst der Bundeswehr                     | Koblenz          | 5 Bundeswehrkrankenhäuser, sie stehen auch Zivilisten offen |

## Schweiz
| Name                                         | Sitz      | Beschreibung, Daten                                                                                               |
| -------------------------------------------- | --------- | --- |
| Privatklinikgruppe Hirslanden                | Zürich    | 17 Krankenhäuser, 10.417 Mitarbeiter. Eigentümer ist die südafrikanische Medi-Clinic Corporation.                 |
| Insel Gruppe                                 | Bern      | 6 Krankenhäuser, 10.700 Mitarbeiter. Eigentümer ist die Inselspital-Stiftung (99,1 %) und der Kanton Bern (0,9 %) |
| Lindenhofgruppe                              | Bern      | 3 Krankenhäuser, 2.500 Mitarbeiter. Eigentümer ist die Stiftung Lindenhof Bern                                    |
| Spitäler Frutigen Meiringen Interlaken (FMI) | Unterseen | 3 Krankenhäuser, 875 Mitarbeiter                                                                                  |
| Solothurner Spitäler                         | Solothurn | 4 Krankenhäuser, 4'093 Mitarbeiter                                                                                |
| Swiss Medical Network                        | Genolier  | 21 Krankenhäuser, 2097 Ärzte und 2964 Mitarbeiter                                                                 |

## Österreich
| Name      | Sitz       | Beschreibung, Daten                         |
| --------- | ---------- | ------------------------------------------- |
| Humanomed | Klagenfurt | 4 Krankenhäuser, 1 ReHa Klinik 1 Sanatorium |
| Vamed     | Wien       |                                             |